# Двигун постійного струму

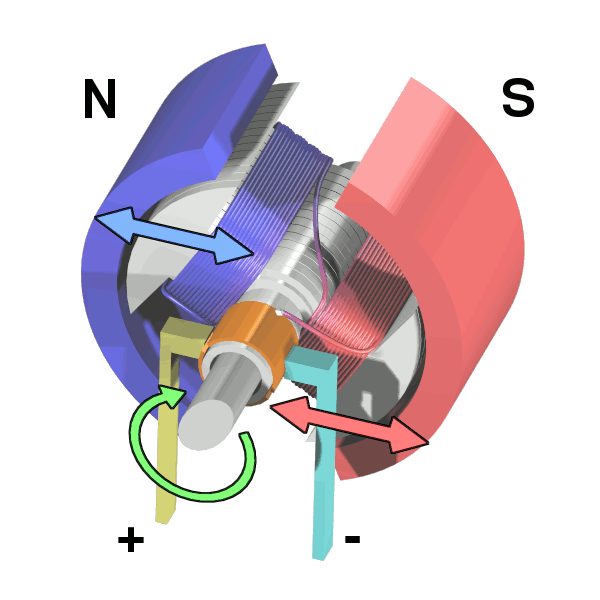
Схема найпростішого колекторного електродвигуна постійного струму з двополюсним статором і з двополюсним ротором

Двигун постійного струму (ДПС) — електрична машина постійного струму (електродвигун), що перетворює електричну енергію постійного струму на механічну.
Конструкція електродвигуна постійного струму така сама, як і генератора постійного струму. В електродвигуні явище електромагнітної індукції при взаємодії струму обвитки ротора (якоря) з основним магнітним полем зумовлює появу електромагнітного обертального моменту. Розрізняють ДПС з незалежним збудженням і з залежним. Потужність електродвигуна постійного струму — від часток вата до тисяч кіловат, ККД — від 0,02—0,03 до 0,93. Електродвигуни постійного струму дають змогу плавно і в широких межах керувати частотою обертання, вдаючись до зміни струму в колі ротора за допомогою додаткового електричного опору, до зміни живильної напруги, а також до зміни магнітного потоку реостатом.

## Історія
- 1834 року Герман Якобі побудував електродвигун, заснований на принципі притягування і відштовхування між електромагнітами.

- 1839 року Герман Якобі побудував човен з електродвигуном постійного струму.

Колекторні ДПС були одним з перших комерційно важливих застосувань електроенергії для підняття вантажів, а системи розподілу постійного струму використовувались понад 100 років для живлення таких моторів в комерційних та індустріальних будівлях.
Якщо зовнішня механічна сила прикладена до двигуна постійного струму, він діє як генератор постійного струму, динамо. Ця його здатність, використовується для уповільнення руху та підзарядки акумуляторів на гібридних та електричних автомобілях або для повернення електроенергії назад до електричної мережі, що застосовується на трамваях чи лініях електропоїздів, коли вони сповільнюються. Цей процес називається рекуперативним гальмуванням на гібридних і електричних автомобілях. У дизельних електричних локомотивах, також використовують їхні двигуни постійного струму як генератори для уповільнення, але розсіювання енергії відбувається в пакетах потужних резисторів. Новіші конструкції електровозів мають великі акумуляторні блоки, щоби потім відновити частину цієї енергії.

## Спосіб роботи

Принцип дії двигуна постійного струму.

Принципу роботи електродвигуна постійного струму може бути дано два описи: 
- рухома рамка (два стрижні з замкнутими кінцями) зі струмом в магнітному полі індуктора.

або
- взаємодія магнітних полів індуктора та якоря

Рамка зі струмом, в однорідному магнітному полі полюсів статора з індукцією {\displaystyle B\,\!}, на два стрижні рамки довжиною {\displaystyle L\,\!}, та з силою струму {\displaystyle I\,\!}, діє сила Ампера {\displaystyle F\,\!}, постійної величини, що дорівнює:
{\displaystyle F=B\cdot I\cdot L\,\!}  і спрямовані в різні боки
Ці сили прикладаються до плечей  {\displaystyle p\,\!}, що дорівнюють:
{\displaystyle p=r\cdot \sin(w\cdot t)\,\!}, де {\displaystyle r\,\!} — радіус рамки;
і створюють крутний момент {\displaystyle M_{k}\,\!}, що дорівнює:
{\displaystyle M_{k}=F\cdot p=B\cdot I\cdot L\cdot r\cdot \sin(w\cdot t)\,\!}.
Для двох стрижнів рамки, загальний крутний момент дорівнює:
{\displaystyle M_{k}s=2\cdot M_{k}=2\cdot B\cdot I\cdot L\cdot r\cdot \sin(w\cdot t)\,\!}.
Практично (через те, що кутова ширина щітки (в радіанах) трохи менше кутової ширини зазору, між пластинами (ламелями) колектора, щоб джерело живлення не замикалося накоротко) чотири невеликих частини під кривою крутного моменту, дорівнюють:
{\displaystyle 2\cdot B\cdot I\cdot L\cdot r\cdot \int \limits _{0}^{\delta /2}\sin(w\cdot t)d(w\cdot t)}, де {\displaystyle \delta =\beta -\alpha \,\!},
не беруть участі у створенні загального крутного моменту.
При кількості витків в обмотці {\displaystyle s\!}, крутний момент буде дорівнювати:
{\displaystyle M_{s}=s\cdot 2\cdot B\cdot I\cdot L\cdot r\cdot \sin(w\cdot t)\,\!}.
Найбільший крутний момент буде при куті повороту рамки, що дорівнює: {\displaystyle \pi /2\,\!}, тобто при куті 90 °.
При цьому куті повороту рамки зі струмом, вектори магнітних полів статора і ротора (рамки) будуть перпендикулярні один до одного, тобто під кутом 90 °. При куті повороту ротора (рамки) на 180 °, крутний момент дорівнює нулю (через нульове плече), але сили не дорівнюють нулю і це положення ротора (рамки), за відсутності перемикання струму, досить стійке і подібне одному кроку в кроковому двигуні.
Без обліку короткозамкнутих щітками частин крутного моменту середній момент сили за один оборот (період) дорівнює площі під інтегральною кривою крутного моменту, поділеній на довжину періоду :{\displaystyle (2\cdot \pi )}:

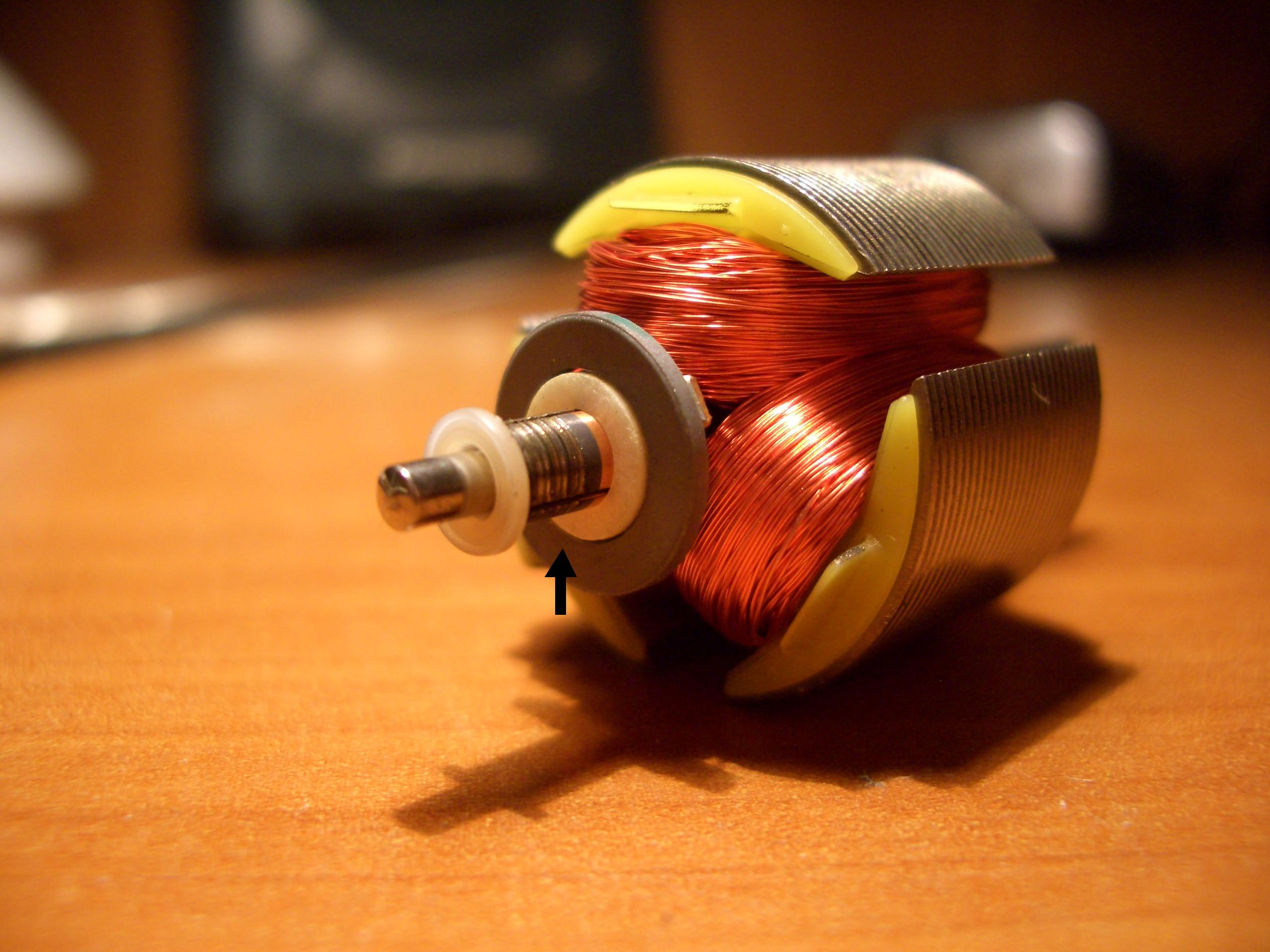
Ротор

{\displaystyle Mkrsr=\left(2\cdot \int \limits _{0}^{\pi }B\cdot I\cdot L\cdot r\cdot \sin(w\cdot t)d(w\cdot t)\right)/(2\cdot \pi )=B\cdot I\cdot L\cdot r\cdot \left(\int \limits _{0}^{\pi }\sin(w\cdot t)d(w\cdot t)\right)/\pi }.
З кількістю {\displaystyle s\!} витків в обвитці:
{\displaystyle Mkrsr=s\cdot B\cdot I\cdot L\cdot r\cdot \left(\int \limits _{0}^{\pi }\sin(w\cdot t)d(w\cdot t)\right)/\pi }.

## Класифікація

Схеми паралельного (a), послідовного (b) та змішаного (c) збудження

ДПС класифікують за видом магнітної системи статора:
- з постійними магнітами;
- з електромагнітами:
  - з незалежним увімкненням обвиток (незалежне збудження);
  - з залежним увімкненням обвиток:
    - з послідовним з'єднанням обвиток (послідовне збудження);
    - з паралельним з'єднанням обвиток (паралельне збудження);
    - зі змішаним увімкненням обвиток (змішане збудження):
      - з переважанням послідовної обвитки;
      - з переважанням паралельної обвитки;

Вид з'єднання обвиток статора істотно впливає на електромеханічну та механічну характеристики електродвигуна.

## Застосування
ДПС застосовують у промислових і транспортних електроприводах, пристроях автоматики, підіймальних кранах, на прокатних станах тощо.
- Крани різних важких виробництв.

- Привід, з вимогами регулювання швидкості в широких межах та високим пусковим моментом.

- Тяговий електропривод тепловозів, електровозів, теплоходів, кар'єрних самоскидів та інше.

- Електричні стартери автомобілів, тракторів тощо. Для зменшення номінальної напруги живлення в автомобільних стартерах застосовують двигун постійного струму з чотирма щітками. Завдяки цьому, еквівалентний комплексний опір ротора зменшується майже вчетверо. Статор такого двигуна має чотири полюси (дві пари полюсів). Пусковий струм в автомобільних стартерах, близько 200 ампер. Режим роботи — короткочасний.

## Переваги та недоліки
Переваги:
- простота будови та керування;
- майже лінійні механічна і регулювальна характеристики двигуна;
- легке керування частотою обертання;
- хороші пускові властивості (великий пусковий момент), (найбільший пусковий момент у ДПС з послідовним збудженням);
- менші інших двигунів (якщо використовувати потужні постійні магніти в статорі);
- оскільки ДПС є оберненими машинами, з'являється можливість використання їх як в руховому, так і в генераторному режимах.

Вади:
- дорожнеча виготовлення;
- для живлення електродвигуна від мережі змінного струму необхідно використовувати випрямні пристрої;
- необхідність профілактичного обслуговування колекторно-щіткових вузлів;
- обмежений термін служби через зношення колектора.

(Останні два недоліки на сучасному етапі розвитку ДПС майже не відчутні).